# マタハリ百貨店

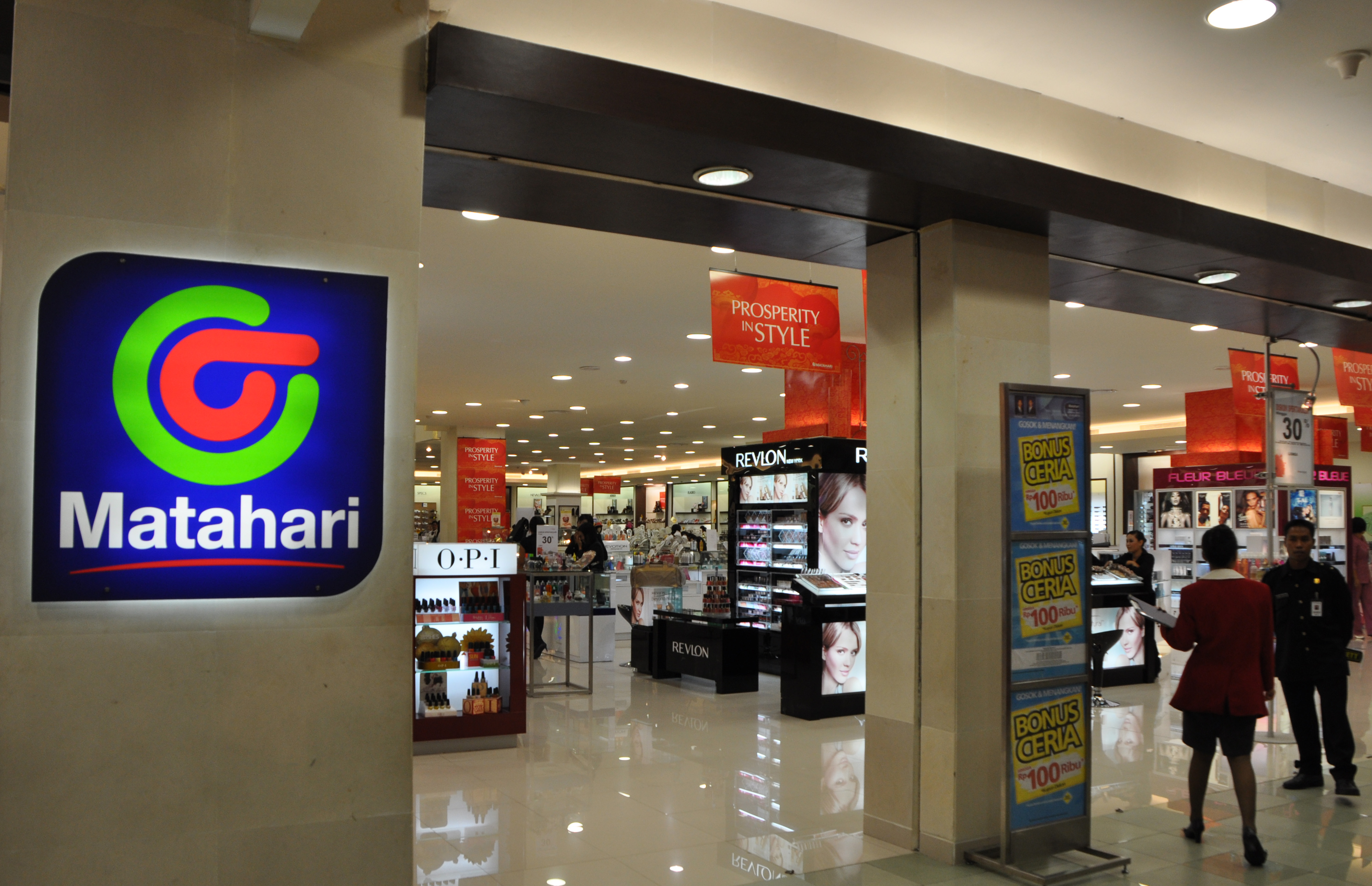
マタハリ百貨店（バリ島のMal Bali Galeriaショッピングモール）

マタハリ百貨店（またはりひゃっかてん、インドネシア語: Matahari Department Store）はインドネシア最大の百貨店チェーンである。インドネシアの主要都市および各地のショッピングモールにある。
マタハリ百貨店は1958年にハリ・ダマワン（Hari Damawan）により設立された。1995年には、所有者は彼からリッポ・グループ（Lippo Group）に移っていて、PT. Matahari Putra Prima社が運営していた。  2010年1月、マタハリ百貨店は英国のベンチャーに売却された。 

## 参照
- 百貨店
- 百貨店の一覧#インドネシア